# Julio César de León
Julio César de León Dailey (Puerto Cortés, Cortés, Honduras; 13 de septiembre de 1979) es un exfutbolista hondureño conocido popularmente como Rambo, que se desempeñaba como mediocampista. Su último equipo fue el Club Atlético Júnior de la Liga de Ascenso de Honduras.

## Biografía
Julio César de León es uno de los jugadores más talentosos que ha producido el fútbol catracho. Proveniente de la ciudad de Puerto Cortés, a muy temprana edad, pasó a formar parte del Club Deportivo Platense.
En ese equipo; Julio César de León debutó en 1996 contra el Real Maya de Tegucigalpa al cual le anotó su primer gol en Liga Nacional. Al término de su participación con el club de Puerto Cortés, Julio César marco un total de 18 goles en 74 juegos.
Una vez terminada su participación en el Platense, Rambo emigró al fútbol de México donde participó con el club Atlético Celaya de la primera división de ese país. Pero el Celaya, no se hizo de los servicios definitivos de Julio César de León, por lo que regresó a Honduras y pasó a formar parte del Club Deportivo Olimpia de Tegucigalpa. Su último gol en Liga Nacional fue precisamente jugando para el Club Deportivo Olimpia de la capital. Ello ocurrió; el 26 de mayo de 2001 contra el Broncos de Choluteca. Con este equipo Julio César anotó 2 goles en 12 participaciones.
Terminado su contrato con el club deportivo Olimpia, Julio César de León se fue a probar suerte al Maldonado de Uruguay. Desde allí saltó a la Reggina de la serie B de Italia. Su participación en este club fue excelente, ya que con sus goles y asistencias fue factor fundamental, para que el club ascendiera a la Serie A. Luego pasó por US Catanzaro donde compartiría el mediocampo con Antonio Nocerino.
El 16 de enero del 2007, De León fue traspasado por la Reggina al Génova de la serie B por una suma récord (En serie B) de $ 3.9 millones de dólares. El interés del equipo Genovés, se debió a la urgencia de ascender a la serie A. Lo que motivó al cuerpo técnico, a solicitar los servicios del internacional hondureño.
Mientras tanto, los aficionados de la Reggina desaprobaron la venta de León, en un momento cuando el equipo más necesitaba de sus servicios; por su precaria situación en la tabla. Pero el presidente del equipo; Lillo Fotti justificó la venta aduciendo razones económicas, ya que la oferta fue buena y que no podían darse el lujo de desaprovecharla.
El 29 de enero del 2007 Julio César de León debutó contra el Nápoles ante unos 60,000 espectadores. Después de encontrarse en desventaja durante la primera etapa, el técnico del Génova decidió enviar a de León al terreno de juego en sustitución de Massimo Botta.
De inmediato el catracho hizo sentir su presencia con disparos de larga distancia. Sin embargo el gol no llegó, sino que fue hasta el minuto 86, cuando envió un disparo bien colocado al ángulo superior derecho del marco napolitano para establecer el empate definitivo.
En los partidos subsiguientes correspondientes a la serie B del fútbol italiano, De León se convirtió en uno de los mejores jugadores del Genoa, y fue parte fundamental para que este Club, lográse su ascenso a la serie A del fútbol italiano.
Una vez en serie A, el futbolista hondureño; tuvo una brillante participación con el Club. Fue por ello que aficionados, jugadores, así como la prensa deportiva local; nombró a De León como el mejor futbolista año 2007 del Genoa.
En enero del 2008 de León sufrió una lesión que lo mantuvo alejado de las canchas por cuatro semanas. A su regreso, el volante lo hizo de gran forma, en la victoria que su equipo de visitante goleó al Udinese por 5-3. Julio César de León puso arriba a los visitantes al minuto 9, mientras que los otros tantos fueron convertidos por Giuseppe Sculli y un triplete de Borriello selló la victoria definitiva del Genoa para celebrar el regreso del Rambo al equipo Genovés.
De León terminó su temporada con el Genoa, participando en más de una veintena de juegos anotando 4 goles. Su excelente participación con el equipo y su fama por ascender equipos de la Serie B a la serie A siguió en ascenso. Fue por ello que el recién descendido Parma, se interesó en el hondureño.
El 9 de julio del 2008 se anunció que Julio había firmado un contrato con el Parma por tres años, mismo que tedría fecha de vencimiento el 30 de junio de 2011. Tras confirmarse su llegada al Parma, el Rambo destacó: "Estoy feliz de jugar en un equipo ambicioso que tiene deseos de vencer. Me encontraré de nuevo con el entrenador Cagni con quien nos conocemos de hace tiempo". Posteriormente aseguró que regresaría a la Serie A en el 2009. Al finalizar la temporada logró su objetivo y ayudó al Parma a ascender a Serie A, sin embargo el 28 de agosto de 2009, el "Rambo" fue presentado por el Torino de la Serie B de Italia, después que fue puesto transferible por el equipo parmesano.
Al término del año 2009 De León tuvo muy poca participación con el Torino. Esto lo llevó a sentirse incómodo en la institución, motivo por cual hacía saber a los medios, su deseo por salir del Club.

## Selección nacional
Julio César de León ha sido internacional con la Selección de fútbol de Honduras en más de 73 oportunidades. Fue partícipe de la eliminatorias rumbo a Corea-Japón 2002, Alemania 2006 y Sudáfrica 2010 incluyendo la Copa América 2001.
En 1999-00, él estuvo con la selección olímpica que clasificó a los juegos de Sídney 2000, donde participó junto a los internacionales: David Suazo, Danilo Turcios, Iván Guerrero entre otros.
Participaciones
| Año/Selección     | Competencia          | Lugar                   | Resultado                  |
| ----------------- | -------------------- | ----------------------- | -------------------------- |
| 1999/Panamericana | Juegos Panamericanos | Winnipeg                | 2.º. Lugar                 |
| 2000/Preolímpica  | Preolímpico Concacaf | Hershey, Estados Unidos | Campeón                    |
| 2000/Olímpica     | Juegos Olímpicos     | Sídney, Australia       | Primera fase               |
| 2001/Absoluta     | Copa América 2001    | Colombia                | Tercer lugar               |
| 2001/Absoluta     | Corea Japón 2002     | Visita Recíproca        | Última fase (cuarto lugar) |
| 2004/Absoluta     | Alemania 2006        | Visita Recíproca        | Segunda Fase               |
| 2008/Absoluta     | Sudáfrica 2010       | Visita Recíproca        | Clasificación al Mundial   |

### Goles internacionales
| # | Fecha      | Lugar                                   | Rival          | Gol | Resultado | Competición                  |
| - | ---------- | --------------------------------------- | -------------- | --- | --------- | ---------------------------- |
| 1 | 05-04-1999 | UJ Eusene Stadium, Calabar              | Zambia         | 1-2 | 3-4       | Mundial Sub-20 Nigeria 1999  |
| 2 | 13-09-2000 | Hindmarsh Stadium, Adelaida             | Nigeria        | 2-1 | 3-3       | Juegos Olímpicos Sídney 2000 |
| 3 | 17-06-2000 | Stade Sylvio Cator, Port-Au-Prince      | Haití          | 3-1 | 3-1       | Clasificación Mundial 2002   |
| 4 | 28-03-2001 | Estadio Olímpico, San Pedro Sula        | Estados Unidos | 1-1 | 1-2       | Clasificación Mundial 2002   |
| 5 | 18-08-2004 | Estadio Alejandro Morera Soto, Alajuela | Costa Rica     | 2-0 | 5-2       | Clasificación Mundial 2006   |
| 6 | 04-06-2008 | Estadio Olímpico, San Pedro Sula        | Puerto Rico    | 1-0 | 4-0       | Clasificación Mundial 2010   |
| 7 | 20-08-2008 | Estadio Azteca, México                  | México         | 1-0 | 1-2       | Clasificación Mundial 2010   |
| 8 | 10-10-2009 | Estadio Olímpico, San Pedro Sula        | Estados Unidos | 1-0 | 2-3       | Clasificación Mundial 2010   |
| 9 | 10-10-2009 | Estadio Olímpico, San Pedro Sula        | Estados Unidos | 2-3 | 2-3       | Clasificación Mundial 2010   |

## Estadísticas

### Clubes
| Club | País                 | Periodo              | Partidos | Goles | Media |
| --- | -------------------- | -------------------- | -------- | ----- | ----- |
| Platense F. C. | Honduras             | 1996-1999            | 74       | 18    | 0.24  |
| Total en Honduras | Total en Honduras    | Total en Honduras    | 74       | 18    | 0.24  |
| Deportivo Maldonado (cedido) | Uruguay              | 2000                 | 17       | 2     | 0.12  |
| Total en Uruguay | Total en Uruguay     | Total en Uruguay     | 17       | 2     | 0.24  |
| Atlético Celaya (cedido) | México               | 2000                 | 16       | 0     | 0     |
| Total en México | Total en México      | Total en México      | 16       | 0     | 0     |
| C. D. Olimpia | Honduras             | 2001                 | 12       | 2     | 0.17  |
| Total en Honduras | Total en Honduras    | Total en Honduras    | 12       | 2     | 0.17  |
| Reggina | Italia               | 2001-2003            | 58       | 7     | 0.12  |
| A. C. F. Fiorentina (cedido) | Italia               | 2004                 | 4        | 0     | 0     |
| U. S. Catanzaro (cedido) | Italia               | 2004                 | 7        | 1     | 0.14  |
| S. S. Sambenedettese (cedido) | Italia               | 2005                 | 16       | 8     | 0.5   |
| U. S. Avellino (cedido) | Italia               | 2005                 | 13       | 1     | 0.08  |
| Teramo Calcio (cedido) | Italia               | 2006                 | 12       | 4     | 0.33  |
| Reggina Calcio | Italia               | 2006-2007            | 19       | 3     | 0.16  |
| Génova C. F. C. | Italia               | 2007-2008            | 52       | 8     | 0.15  |
| Parma F. C. | Italia               | 2008-2009            | 33       | 6     | 0.18  |
| Torino F. C. (cedido) | Italia               | 2009-2010            | 21       | 3     | 0.14  |
| Total en Italia | Total en Italia      | Total en Italia      | 235      | 41    | 0.17  |
| Shandong Luneng | China                | 2010-2011            | 26       | 5     | 0.19  |
| Total en China | Total en China       | Total en China       | 26       | 5     | 0.19  |
| F. C. Motagua | Honduras             | 2011-2012            | 13       | 2     | 0.15  |
| Total en Honduras | Total en Honduras    | Total en Honduras    | 13       | 2     | 0.15  |
| A. C. R. Messina | Italia               | 2012                 | 7        | 1     | 0.14  |
| Total en Italia | Total en Italia      | Total en Italia      | 7        | 1     | 0.14  |
| C. D. Real Sociedad | Honduras             | 2013                 | 13       | 2     | 0.15  |
| Platense F. C. | Honduras             | 2013                 | 18       | 11    | 0.61  |
| Total en Honduras | Total en Honduras    | Total en Honduras    | 31       | 13    | 0.42  |
| C. S. D. Municipal | Guatemala            | 2014                 | 13       | 1     | 0.08  |
| Total en Guatemala | Total en Guatemala   | Total en Guatemala   | 13       | 1     | 0.08  |
| Platense F. C. | Honduras             | 2014-2016            | 35       | 17    | 0.49  |
| Total en Honduras | Total en Honduras    | Total en Honduras    | 35       | 17    | 0.49  |
| C. D. Municipal Limeño | El Salvador          | 2016-2017            | 17       | 2     | 0.12  |
| Total en El Salvador | Total en El Salvador | Total en El Salvador | 17       | 2     | 0.12  |
| Olancho F. C. | Honduras             | 2017                 | 0        | 0     | 0     |
| C. D. Parrillas One | Honduras             | 2018                 | 0        | 0     | 0     |
| Platense F. C. | Honduras             | 2018                 | 8        | 0     | 0     |
| Broncos del Sur F. C. | Honduras             | 2019                 | 0        | 0     | 0     |
| C. D San Juan | Honduras             | 2022                 | 1        | 0     | 0     |
| C. D. Atlético Junior | Honduras             | 2022                 | 0        | 0     | 0     |
| Total en Honduras | Total en Honduras    | Total en Honduras    | 9        | 0     | 0     |
| • Incluye datos de Liga Nacional de Honduras y Liga de Ascenso de Honduras; Primera División de Uruguay; Primera División de México; Serie A, Serie B, Serie C y Copa de Italia; Superliga de China; Liga Nacional de Guatemala; Primera División de El Salvador. |                      |                      |          |       |       |
| Total en su carrera | Total en su carrera  | 1996-2022            | 505      | 104   | 0.21  |

## Palmarés

### Distinciones individuales
| Distinción                                         | Año  |
| -------------------------------------------------- | ---- |
| Mejor Futbolista del Genoa Cricket & Football Club | 2007 |